# Citizen Toxie: The Toxic Avenger IV
Citizen Toxie: The Toxic Avenger IV és una pel·lícula estatunidenca dirigida per Lloyd Kaufman, estrenada el 2000. Rebé el premi a la millor pel·lícula al Festival Internacional de Cinema de Catalunya el 2000.

## Argument
Mentre efectua una missió de salvament a l'escola de discapacitats de Tromaville, Toxic Avenger és víctima d'una explosió que el propulsa en una altra dimensió. Mentre que el seu doble, dolent, fa regnar el terror a Tromaville, l'heroi tòxic es troba en un món on el crim, la violència i la maldat són la norma. Ajudat per dos alumnes de l'escola i un científic vingut a menys tornarà finalment a la seva dimensió per tal de combatre el seu doble i la seva banda.

## Repartiment
- David Mattey: Toxic Avenger/ el contraventor nociu / home fent-se xuclar per Chester
- Clyde Lewis: Toxie (veu)
- Heidi Sjursen: Sarah Claire
- Joe Fleishaker: Chester / Lardass
- Michael Budinger: Tito
- Lisa Terezakis: Sweetie Honey
- Dan Snow: el sergent Kazinski
- Debbie Rochon: La Srta. Weiner
- Barry Brisco: Pompey
- Ron Jeremy: l'alcalde Goldberg
- Corey Feldman: el ginecòleg de Sarah
- Rick Collins: el cap de la policia d'Amortville
- Mark Torgl: Evil Melvin
- Trent Haaga: Tex Diaper

## Al voltant de la pel·lícula
El rodatge s'ha desenvolupat a Poughkeepsie. Hugh Hefner hauria hagut de fer una petita aparició com a president dels Estats Units, però els seus advocats van aconseguir convèncer-lo que no ho fes. Al final dels crèdits, es pot llegir No thanks to Hugh Hefner's lawyers (cap agraïment als advocats d'Hugh Hefner). El director Eli Roth (Cabin Fever i Hostel) fet una petita aparició com a jove seductor. Algunes playmates de la revista Playboy apareixen durant la pel·lícula, com Devin DeVasquez (miss juny de 1985), Brandi Brandt (miss octubre de 1987) o Neriah Davis (miss març de 1994). Julie Strain va ser, per la seva part, miss Penthouse 1993. En la versió original, la narració del pròleg i de l'epíleg són efectuades pel creador de comics Stan Lee. Charlotte Kaufman, la filla del cineasta, fet una petita aparició com habitant de Tromaville i Amortville.

## Saga Toxic Avenger
- 1985: The Toxic Avenger, de Michael Herz i Lloyd Kaufman
- 1989: The Toxic Avenger, Part II, de Michael Herz i Lloyd Kaufman
- 1989: The Toxic Avenger Part III: The Last Temptation of Toxie, de Michael Herz i Lloyd Kaufman